# Szaruty
Szaruty – wieś w Polsce położona w województwie mazowieckim, w powiecie węgrowskim, w gminie Liw. Ma status sołectwa.
W latach 1975–1998 miejscowość administracyjnie należała do województwa siedleckiego.
Przez wieś przebiega droga wojewódzka nr 696.
Wierni Kościoła rzymskokatolickiego należą do parafii Wniebowzięcia Najświętszej Maryi Panny w Węgrowie.